# 埃松阿市镇
埃松阿市镇（瑞典語：Essunga kommun）是瑞典西部西约塔兰省的一个市镇。其治所位于诺瑟布鲁城。